# くるっぱ
くるっぱは、福岡県久留米市のイメージキャラクターである。「キラリ久留米宣伝課長」として久留米のPR活動をしている。

## 概要
久留米市内を流れる筑後川の象徴的な存在であり、市民にも親しみがある河童がモチーフになっている。筑後川生まれの河童で誕生日は平成25年3月16日、性格は子どもが大好き、芸能人好き（ミーハー）、好きな言葉は「チャレンジ!」、趣味は散歩。
2013年3月16日、「九州新幹線久留米駅開業2周年記念 くるめ春まつり」にて久留米ふるさと特別大使の田中麗奈によって愛称「くるっぱ」が発表された。「くるっぱ」は全国約6,000件の応募の中から選ばれた名前であり、「久留米をパッと明るくしたい」、「久留米に来てほしい」という思いが込められている。同年5月1日、久留米市特別住民票を交付され、キラリ久留米宣伝課長に就任した。田中麗奈とよく一緒にイベントなどに参加することもあり、田中麗奈からは「久留米の相方」と呼ばれている。
2015年のゆるキャラグランプリで103位、2019年のゆるキャラグランプリでご当地部門9位 にランクインした。